# Área costera protegida Punta Curiñanco
El Área Costera Protegida Punta Curiñanco (ACP Pta. Curiñanco) es una área protegida ubicada en la costa de la comuna de Valdivia, en Chile, inmediatamente al norte de la playa y poblado de Curiñanco. Hacia el norte colinda con tierras aledañas a la Caleta Bonifacio. La reserva es propiedad de CODEFF, una ONG chilena.

## Flora y fauna
Punta Curiñanco esta vegetada por una asociación costera de selva valdiviana. Entre las especies arbóreas que se pueden hallar esta Aextoxicon punctatum (Olivillo), Luma apiculata (Arrayán), Eucryphia cordifolia (Ulmo), Persea lingue (Lingue), Drimys winteri (Canelo), Embothrium coccineum (Notro), Amomyrtus meli (Meli) y Lomatia ferruginea (Romerillo). Los olivillos de Punta Curiñanco forman bosques puros.
En cuanto a mamíferos se sabe de la presencia de pumas, pudús, chungungos, zorros chilla, guiñas y lobos marinos en el área protegida. Algunas de las aves que se han observado en la reserva son el Cinclodes nigrofumosus (Churrete Costero), el Elaenia albiceps (Fío-Fío), el Phalacrocorax gaimardi (Cormorán Lile) y el Buteo polyosoma (Aguilucho).